# Klub deskových her Paluba
Klub deskových her Paluba je nejstarším a největším českým klubem (co do množství her a organizačních aktivit), zabývajícím se propagací a podporou deskových her v Čechách. Klub založili společně v roce 1996 dva studenti Matfyzu Jakub Těšínský a Klára Zemanová. Jelikož klub ve svých začátcích působil na parníku Tyrš, byl nazván Paluba a ve znaku má stylizovaný parník. Klub vlastní sbírku přibližně 1200 deskových her v různých jazycích a asi 300 hlavolamů.

## Aktivity klubu
K aktivitám klubu patří mimo jiného:
- Provozování klubu samotného – klub je otevřený pro veřejnost, pravidelně pořádá akce zaměřené na specifický typ her, například válečné hry nebo kooperativní hry.
- Propagace a prezentace her na různých akcích
- Organizace největšího herního festivalu Deskohraní v České republice
- Účast na Čtyřpoháru – mistrovství republiky v deskových hrách družstev

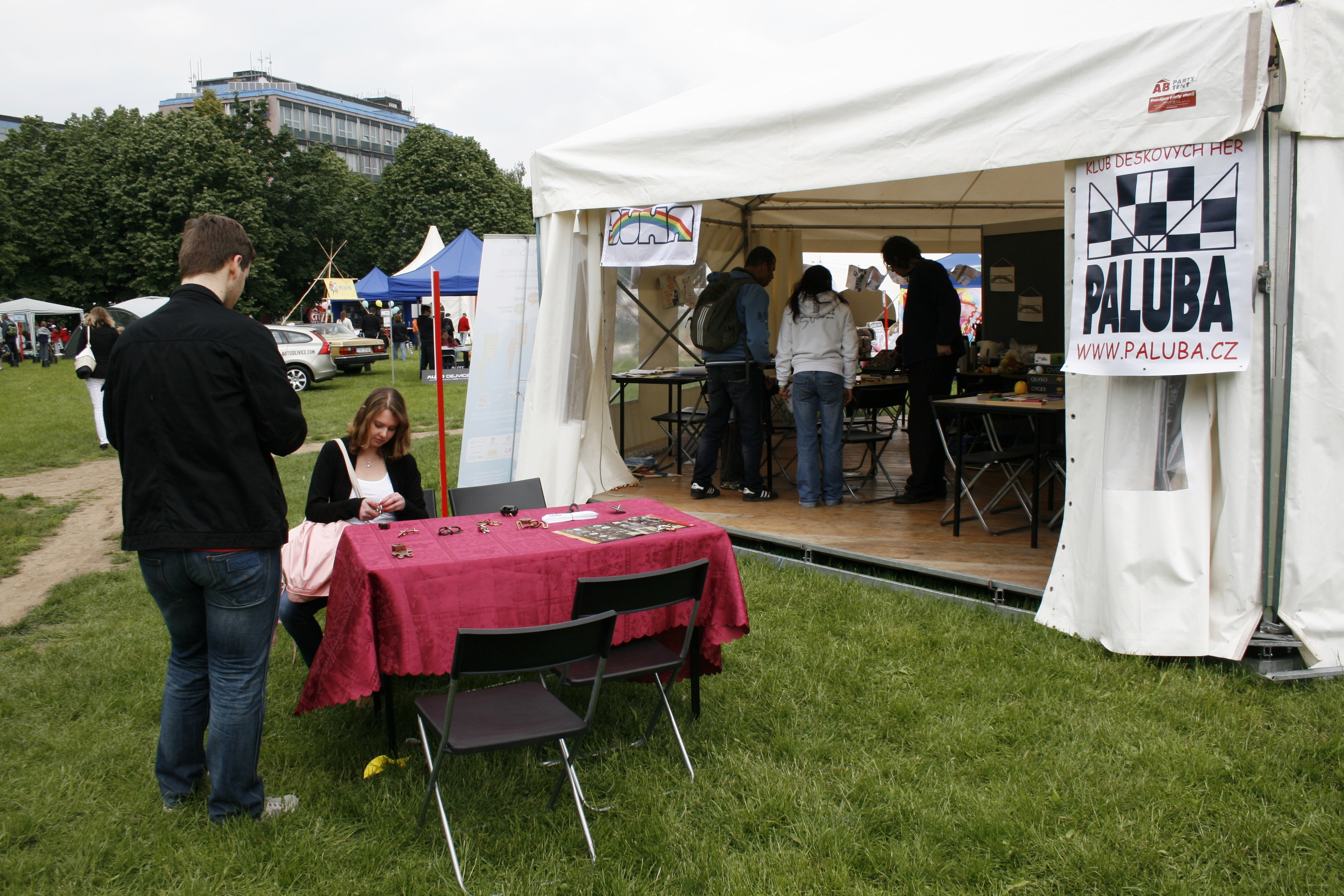
Stánek Paluby na pražské Bambiriádě 2013

## Historie
- 1996 – první schůzky na parníku Tyrš, vzniká název a logo – 1. mistrovství Prahy ve Vrhcábech
- 1997 – 1. mistrovství Prahy v Abalone – vznik České asociace Scrabble
- 1998 – první mistrovství republiky v Zatre
- 1999 – vznik České federace Othello
- 2000 – stěhování do nových prostor
- 2001 – první Olympiáda duševních sportů v Praze (předchozí ročníky byly v Londýně)
- 2003 – vznik České federace Renju
- 2004 – Akademie her vyhlašuje první Hru roku
- 2006 – vzniká Česká deskoherní společnost